# Pipunculus omissinervis
Pipunculus omissinervis är en tvåvingeart som beskrevs av Becker 1889. Pipunculus omissinervis ingår i släktet Pipunculus och familjen ögonflugor. Arten har ej påträffats i Sverige. Inga underarter finns listade i Catalogue of Life.